# Список типов эскадренных миноносцев

## Великобритания

### Эскадренные миноносцы (1893—1900)

#### Эскадренные миноносцы класса «A»
- - Тип «Хэвок» (1893)[1] — 2 ед.
  - Тип «Дэринг» (1893) — 2 ед.
  - Тип «Ариэль» (1894) — 3 ед.
  - Тип «Чаджер» (1894) — 3 ед.
  - Тип «Хаути» (1895) — 2 ед.
  - Тип «Янус» (1895) — 3 ед.
  - Тип «Снаппер» (1895) — 2 ед.
  - Тип «Банши» (1893) — 5 ед.
  - Тип «Фервент» (1895) — 2 ед.
  - Тип «Конфликт» (1894) — 3 ед.
  - Тип «Хэнди» (1895) — 3 ед.
  - Тип «Опоссум» (1895) — 3 ед.
  - Тип «Рокет» (1894) — 3 ед.
  - Тип «Стёджен» (1894) — 3 ед.
  - Тип «Свордфиш» (1895) — 2 ед.

#### Эскадренные миноносцы класса «B»
- - Тип «Квейл» (1895) — 4 ед.
  - Тип «Эрнест» (1896) — 6 ед.
  - Тип «Спайтфул» (1899) — 2 ед.
  - Тип «Мирмидон» (1900) — 2 ед.

#### Эскадренные миноносцы класса «C»
- - Тип «Стар» (1896) — 6 ед.
  - Тип «Эйвон» (1896) — 3 ед.
  - Тип «Бразен» (1896) — 4 ед.
  - Тип «Виолет» (1897) — 2 ед.
  - Тип «Мермайд» (1897) — 2 ед.
  - Тип «Гипси» (1897) — 3 ед.
  - Тип «Беллфинч» (1898) — 3 ед.
  - Тип «Фон» (1899) — 6 ед.
  - Тип «Фолкен» (1900) — 2 ед.
  - Тип «Грейхаунд» (1900) — 3 ед.
  - Тип «Торн» (1901) — 3 ед.
  - Тип «Виппер» (1899) — 2 ед.
  - Тип «Альбатрос» (1898) — 1 ед.
  - Тип «Кобра» (1900) — 1 ед.

#### Эскадренные миноносцы класса «D»
- - Тип «Десперейт» (1896) — 4 ед.
  - Тип «Энглер» (1897) — 2 ед.
  - Тип «Кокетт» (1897) — 3 ед.
  - Тип «Стэг» (1899) — 1 ед.

#### «Стандартные» эсминцы (1903—1918)
- «Ривер» или E class — 33 ships, 1903—1905
- «Трайбл» или F class — 13 ships, 1907—1909
- «Бигль» или G class — 16 ед., 1909—1910
- «Экорн» или H class — 23 ед., 1910—1911
- «Эйкерон» или I class — 23 ед., 1910—1911
- «Акаста» или K class — 20 ед., 1910—1915
- «Свифт» — 1 ед., 1907
- «Лэйфори» или L class — 22 ед., 1913—1915
- «Тип M» или M class — 74 ед., 1914—1917
- «М (Хотторн)» — 2 ед., 1915
- «М (Ярроу)» — 10 ед., 1914—1916
- «М (Торникрофт)» — 6 ед., 1914—1916
- «Талисман» — 4 ед., 1914—1916
- «Медея» — 4 ед.
- «Лайтфут» или «Марксмен» — 7 ед.
- «Анзак» («Паркер») — 6 ед., 1916—1917
- «Тип R» — 39 ед., 1916—1917
- «Тип R (Торникрофт)» — 5 ед., 1916—1917
- «Тип R (Модифицированный)» — 11 ед., 1916—1917
- «Тип S» — 55 ед., 1916—1924
- «Тип S (Ярроу)» — 7 ед., 1917—1919
- «S» — 5 ед., 1917—1919
- «Тип V» — 28 ед., 1916—1918
- «Тип W» — 19 ед., 1916—1918
- «Тип V(Торникрофт)» — 4 ед., 1918
- «Тип W (Торникрофт (Модифицированный)» — 2 ед., 1918—1924
- «Тип W (модифицированный)» — 15 ед., 1918—1922
- «Эдмерэлти» — 8 ед., 1917—1919
- «Шекспир» — 5 ед., 1917—1921

### Эскадренные миноносцы после 1945 года
- - Тип «Каунти» (1961) — 8 ед.
  - Тип «82» (1969) — 1 ед.
  - Тип «42» (1971) — 12 ед.
  - Тип «45» (2007) — 1+5 ед.

## Германия

### Дивизионные миноносцы Германии (1886—1898)
- Тип D-1 — 6 ед.
- Тип D-7 — 2 ед.
- Тип D-9 — 1 ед.
- Тип D-10 — 1 ед.

### Мореходные миноносцы (1899—1907)
- Тип S-90 — 12 ед.
- Тип S-102 — 6 ед.
- Тип G-108 — 6 ед.
- Тип S-114 — 6 ед.
- Тип S-120 — 5 ед.
- Тип S-126 — 1 ед.
- Тип G-132 — 5 ед.
- G-137 — 1 ед.

### Большие миноносцы (1907—1917)
- S-138 — 12 ед.
- Тип V-150 — 11 ед.
- Тип V-161 — 1 ед.
- Тип V-162 — 3 ед.
- Тип S-165 — 4 ед.
- Тип G-169 — 4 ед.
- G-173 — 1 ед.
- Тип G-174 — 2 ед.
- Тип S-176 — 4 ед.
- Тип V-180 — 6 ед.
- Тип V-186 — 6 ед.
- Тип G-192 — 6 ед.
- Тип V-1 — 6 ед.
- Тип G-7 — 6 ед.
- Тип S-13 — 12 ед.
- Тип V-25 — 6 ед.
- Тип S-31 — 6 ед.
- Тип G-37 — 4 ед.
- Тип G-41 — 2 ед.
- Тип V-43 — 4 ед.
- Тип V-47 — 2 ед.
- Тип S-49 — 4 ед.
- Тип S-53 — 14 ед.
- Тип V-67 — 18 ед.
- Тип G-85 — 11 ед.
- Тип G-96 — 1 ед.
- Тип V-125 — 6 ед.
- Тип S-131 — 9 ед.
- Тип Н-145 — 3 ед.

### Миноносцы (1914—1919)
- Тип А (1 серия) — 25 ед.
- Тип А (2 серия) — 28 ед.
- Тип А (3 серия) — 60 ед.

### Эскадренные миноносцы (1915—1919)
- Тип В-97 — 2 ед.
- Тип V-99 — 2 ед.
- Тип В-109 — 4 ед.
- Тип S-113 — 3 ед.
- Тип V-116 — 3 ед.
- Тип G-119 — 3 ед.
- Тип В-122 — 3 ед.
- Тип V-140 — 5 ед.
- Тип G-148 — 4 ед.
- Тип S-152 — 6 ед.
- Тип V-158 — 11 ед.
- Тип Н-166 — 4 ед.
- Тип V-170 — 16 ед.
- Тип S-178 — 21 ед.
- Тип Н-186 — 17 ед.

### Эскадренные миноносцы (1919—1945)
- Проект 1934 — 4 ед.
- Проект 1934A — 12 ед.
- Проект 1936 — 6 ед.
- Проект 1936A — 8 ед.
- типа 1936A(Mob) — 7 ед.
- Проект 1936B — 3 ед.

### Эскадренные миноносцы (после 1945 года)
- Тип Гамбург
- Тип Лютьенс

## Россия/СССР

### 1898—1917
- Тип «Кит»
- Тип «Форель»
- Тип «Лейтенант Бураков»
- Тип «Сокол»
- Тип «Бдительный»
- Тип «Твёрдый»
- Тип «Боевой»
- Тип «Буйный»
- Тип «Грозный»
- Тип «Лейтенант Пущин»
- Тип «Деятельный»
- Тип «Инженер-механик Зверев»
- Тип «Финн»
- Тип «Охотник»
- Тип «Всадник»
- Тип «Лейтенант Шестаков»
- Тип «Украина»
- Тип «Новик»
- Тип «Дерзкий»
- Тип «Изяслав»
- Тип «Орфей»
- Тип «Гавриил»
- Тип «Гаджибей»
- Тип «Гогланд»

### 1918—1991
- Проект 7 (Тип «Гневный»)
- Проект 7У (Тип «Сторожевой»)
- Проект 45 (Тип «Опытный»)
- Проект 30 (Тип «Огневой»)
- Проект 30-К (Тип «Осмотрительный»)
- Тип «Смелый»
- Тип «Неустрашимый»
- Тип «Спокойный»
- Тип «Бедовый»
- Проект 57-бис (Тип «Гневный»)
- Тип «Сарыч»
- проект 21956

## США

### Эскадренные миноносцы до 1945 года
- Тип «Бейнбридж»
- Тип «Тракстон»
- Тип «Смит»
- Тип «Паулдинг»
- Тип «Кэссен»
- Тип «Элвин»
- Тип «О’Брайен»
- Тип «Такер»
- Тип «Сэмпсон»
- Тип «Викс и Клемсон»
- Тип «Фаррегат»
- Тип «Портер»
- Тип «Мэхэн»
- Тип «Данлап»
- Тип «Сомерс»
- Тип «Гридли»
- Тип «Бэдли»
- Тип «Бэнхэм»
- Тип «Симс»
- Тип «Бенсон»
- Тип «Бристоль»
- Тип «Флетчер»
- Тип «Аллен М. Самнер»
- Тип «Джиринг»

### Эскортные миноносцы (1916—1959)
- Тип «Игл»
- Тип «Эвартс»
- Тип «Кэннон»
- Тип «Эдселл»
- Тип «Бакли»
- Тип «Рэддероу»
- Тип «Джон Батлер»
- Тип «Деали»
- Тип «Клод Джонс»

### Эскадренные миноносцы после 1945 г.
- Тип «Митчер»
- Тип «Форрест Шерман»
- Тип «Кунц»
- Тип «Чарльз Ф. Адамс»
- Тип «Легю»
- Тип «Спрюэнс»
- Тип «Кидд»
- Тип «Арли Бёрк»
- Тип «Замволт»